# Марија Радојичић
Марија Радојичић (Горњи Милановац, 5. мај 1992) српска је фудбалерка, која игра у зони напада.
У Србији је играла за клубове Машинац Ниш, Напредак Крушевац, Спартак Суботицa и Слога Раднички. Учествовала је у Лиги шампиона и са Машинцем и са Спартаком. Потписала је 2013. године за аустријског првака SV Neulengbach, а 2015. је прешла у исландски Валур. Сада игра за Филкир, клуб са Исланда. Чланица је женске фудбалске репрезентације Србије.